# Gertrudis Gómez de Avellaneda
Gertrudis Gómez de Avellaneda (castellà: María Gertrudis de los Dolores Gómez de Avellaneda y Arteaga)  (Camagüey, 23 de març de 1814 - Madrid, 1 de febrer de 1873) fou una poetessa cubana.
Es queda orfe de pare els deu anys, i la seva mare es torna a casar i marxen cap a la península Ibèrica l'any 1836. D'aquests primers anys a Cuba hi ha dues obres que reflecteixen l'amor que sentia per la seva terra com Sab, que descriu ambients cubans, i Al partir, que és un sonet que parla dels seus sentiments en deixar la seva terra.
Gertrudis va començar a publicar l'any 1839 amb el pseudònim La Pelegrina en un diari de Cadis anomenat La Aureola.
Va tenir una vida plena de passions amoroses com García Tassara, amb qui va tenir una filla, i Ignacio de Cepeda.
D'aquest període hi ha una publicació de poesies amb pròleg de Juan Nicasio Gallego de l'any 1841. Es considerava en aquells temps la dona que millor ha treballat la composició poètica dins i fora d'Espanya. Es considera una poetessa de formació neoclàssica i de temperament romàntic. Va ser molt elogiada per personatges com Juan Valera y Alcalá Galiano i Menéndez Pelayo.
Es va casar dues vegades. El primer casament va ser l'any 1846 amb Pedro Sabater, diputat que va morir poc temps després de contraure matrimoni. Durant la viduïtat va publicar més de deu obres en gèneres com ara el teatre, la novel·la i la poesia. La seva publicació de poesies de l'any 1851 va ser més completa i, segons Menéndez Pelayo, és la que cal llegir. El seu segon marit va ser Domingo Verdugo, coronel i diputat, amb qui va tornar a Cuba l'any 1859. L'any 1863 es torna a quedar vídua i torna a Espanya. El 1869 escriu Completas, un intent de fer una col·lecció de tota la seva producció. Als cinquanta-nou anys trobà la mort a Madrid.

## Obres
- Sab
- Leoncia (1840)
- Alfonso Munio (1844)
- El príncipe de Viana (1844)
- Egilona (1845)
- Guatimozín, el último emperador de México (1846)
- Saúl (1849)
- Recadero (1851)
- El donativo del diablo (1852)
- Errores del corazón (1852)
- La hija de las flores (1852)
- La sonámbula (1854)
- Sinpatía y Antipatía (1855)
- Los duendes de palacio (1855)
- El millonario y la maleta
- Baltasar (1858)
- El aura blanca (1859)
- Los tres amores (1859)
- Completas (1869)